# Лучший игрок
«Лу́чший игро́к» (англ. Best Player) — американский телевизионный фильм, вышедший на телеэкраны 12 марта 2011 года, релиз в России 25 сентября 2011. Главные роли в фильме исполнили Джерри Трейнор и Дженнетт Маккарди из шоу «АйКарли».

## Сюжет
Объявляется турнир по видеоигре «Чёрная дыра». На победу в нём претендует Куинси Джонсон (Джерри Трейнор) — взрослый геймер, который намеревается на выигранные в турнире деньги купить дом для своих родителей. Он довольно известен в игровом сообществе своими многочисленными наградами и мировыми рекордами, но во время подготовки к турниру он обнаруживает сильного соперника — игрока по имени «Вундеркинд», которого не может победить. Куинси со своим другом Вэнделлом (Амир Талаи) решают выяснить, кто такой «Вундеркинд» на самом деле, чтобы обеспечить Куинси  победу в турнире.  
Вместе они находят дом «Вундеркинда» и понимают, что первоклассный игрок на самом деле угрюмая старшеклассница по имени Кристина Сондерс (Дженнетт Маккарди) («Крис» для краткости). При знакомстве Крис думает, что Куинси — новый ухажёр её матери Трейси (Джанет Варни), и ему приходится притвориться и пойти с ней на свидание. Там он лжёт Трейси, что работает учителем домоводства в школе её дочери. После свидания Трейси говорит своей дочери, что если она не получит высокую оценку по домоводству, видеоигры будут ей запрещены. Об этом слышит Куинси и с помощью Вэнделла устраивается на работу в школу.   
На своей новой работе Куинси окунается в жизнь подростков, и, хотя хочет принести как можно больше неприятностей своей сопернице Крис, у него ничего не получается. Сама же Крис влюблена в своего сверстника Эша (Жан-Люк Билодо), который приглашает её на выпускной вечер, запланированный на день турнира. Когда Крис уже решает отказаться от борьбы за приз и пойти на долгожданный выпускной вечер, она видит Куинси на обложке журнала о видеоиграх и раскрывает его коварный план. В отместку за это, Крис решает участвовать в турнире и победить Куинси, которому Трейси (с которой у него складываются отношения) ставит условие: либо отказаться от участия в турнире, либо расстаться.    
В день турнира Куинси признаётся в любви Трейси, но от участия не отказывается. В решающей схватке он помогает Крис одолеть Вэнделла, но в итоге побеждает другой игрок. Эш приходит поздравить Крис с тем, что она не победила на турнире, но ещё осталось время, чтобы вместе пойти на выпускной. Туда же отправляются Куинси и Трейси. В финальных титрах показаны выпускные школьные фотографии Эша, Трейси, Криса и Куинси.    

## В ролях
- Джерри Трейнор — Куинси («Кью») Джонсон
- Дженнет Маккёрди — Крис («Пострел») — звёзды телеканала Nickelodeon из шоу «АйКарли»[2] .
- Амир Талаи — Венделл («Биг-Даб»)
- Джанет Варни — Трейси
- Ник Бенсон — Шелдон («Шеллшок»)
- Жан-Люк Билодо — Эш

## Роли дублировали
- Куинси Джонсон — Андрей Фединчик
- Крис — Екатерина Брайковская

## Съёмки
Съёмка фильма была запланирована на 24 октября 2009 г. в Ванкувере (Канада). Но 18 ноября 2009 г. съёмки прекратились.